# Jonas Karlsson (Musiker)
Jonas Karlsson (* 1973 in Stockholm) ist ein schwedischer DJ und Musikproduzent, der vor allem unter seinem Pseudonym Mhonolink und mit seinem Label Mhonday Music Bekanntheit erlangte.
Karlsson veröffentlicht seit den späten 1990er Jahren Technoproduktionen unter seinem Pseudonym Mhonolink. Gemeinsam mit Nils Danielsson, der unter dem Pseudonym Hardcell eigene Veröffentlichungen vorgelegt hat, bildete Karlsson das Duo Mhonocell, von dem um 2001 mehrere Veröffentlichungen erschienen.  2002 gründete er sein eigenes Label Mhonday Music, auf dem größtenteils seine eigenen Produktionen erschienen. Als Produzent war Karlsson u. a. auch für Michael Burkat, Chris Liebing, Lars Klein und Commander Tom tätig.